# PSP Go

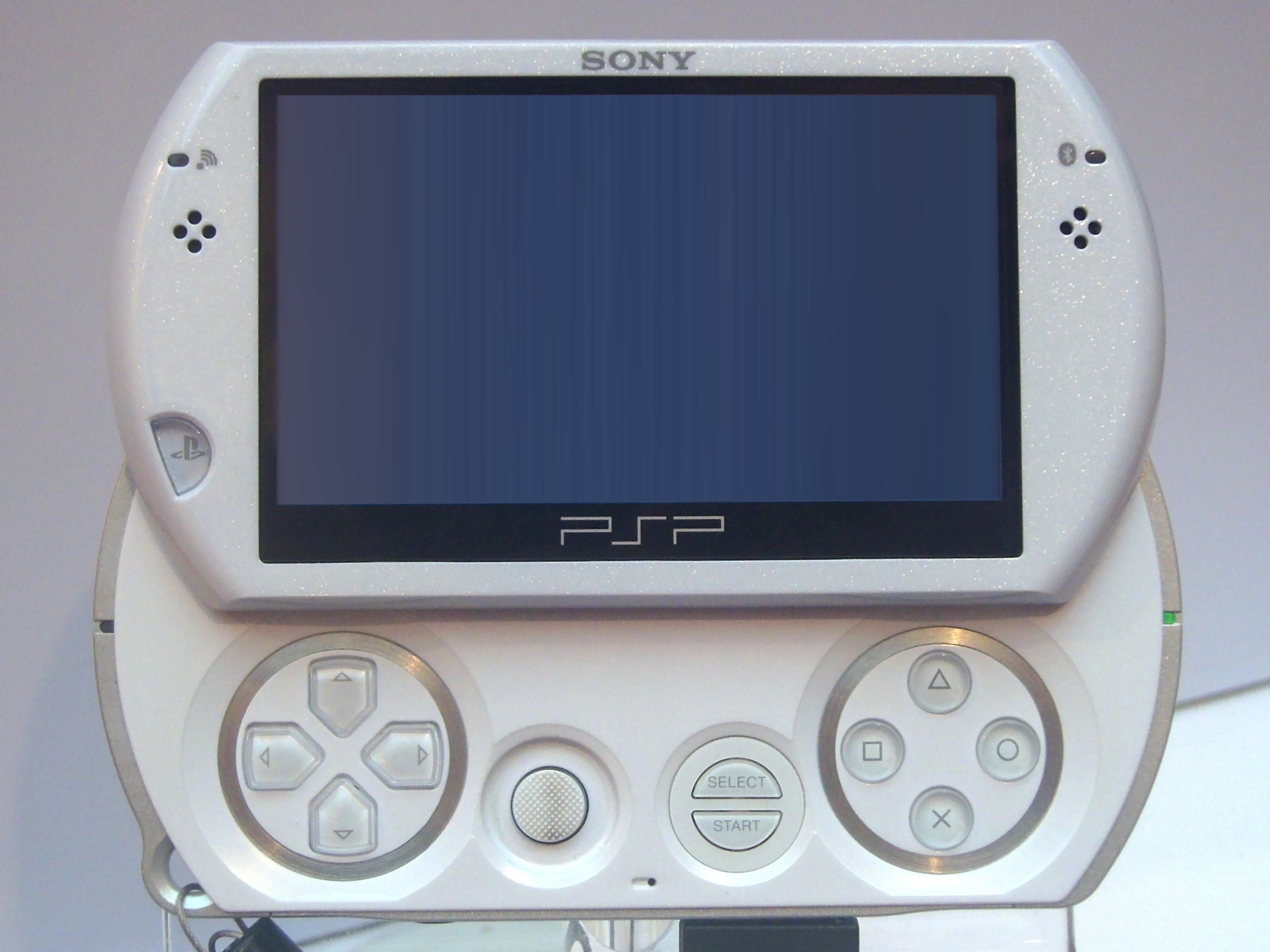
PSP Go

PSP Go는 플레이스테이션 포터블의 변형판이다. E3 2009 기조연설에서 처음 소개되었으며 2009년 10월 1일에 정식 출시했다. (일본은 11월 1일 출시) 대한민국 정식 판매가는 32만 8000원. 기존 PSP 3000번대 제품의 대체 모델이 아니므로 3000번대 제품은 계속 제조·판매·지원이 이루어지고 있다.
이전 PSP 모델과 달리, PSP Go는 UMD 드라이브를 사용하지 않지만 대신 게임과 영상 등을 저장할 수 있는 16GB 내장 메모리가 포함되어 있다. 메모리 스틱 마이크로 (M2) 플래시 카드를 이용하면 32GB까지 확장할 수도 있다. 또 이전 모델과 달리 배터리를 탈착할 수 없다. PSP-1000에 비해 43% 정도 더 가벼워졌고 56% 정도 작아졌으며 PSP-3000과 비교하면 16% 정도 더 가볍고 35% 정도 더 작아졌다. 3.8인치 480X272 LCD를 탑재했으며, 주 조작키를 사용하려면 화면을 위로 올려야 하는 슬라이드 방식이라는 점이 특징이다.

## 사양
PSP Go의 사양은 아래와 같다.
- CPU
  - 동작주파수 1 - 333 MHz (용도에 따라 가변)
- 메모리
  - 메인 메모리 : 64MB
- 디스플레이
  - 3.8 인치 16:9 와이드스크린 TFT 액정
  - 480 × 272 픽셀, 1677만색
- 사운드
  - 스테레오 스피커 내장
- 메인 I/O
  - 무선랜 (IEEE 802.11 b)
  - 블루투스 2.0 (EDR)
  - High Speed USB (USB 2.0 지원)
  - 메모리 스틱 마이크로 (M2)
  - 아날로그 비디오 출력
  - 마이크
- 전원
  - 내장 리튬 이온 배터리
  - 외부 AC 어댑터
  - USB 충전
- 본체 내장 메모리

## 연결성
와이파이와 블루투스 연결을 지원한다. 블루투스 연결로 블루투스 헤드폰이나 듀얼쇼크 3 콘트롤러 등을 연결해 사용할 수 있다.
미니 USB 단자를 제거 하고, 충전과 USB 연결, 이전 제품에서 별도 포트로 출력했던 영상과 소리 출력을 하나로 통합시킨 단자가 추가되었다. 이 단자는 표준 USB A-to-Mini-B 커넥터와는 호환되지 않고, 새로운 단자에 맞는 USB 케이블이 제공된다. 또한 컴포지트/컴포넌트 AV 케이블과, 이전 모델처럼 충전과 USB 데이터 교환이 가능한 크래들을 별도 판매하고 있다.

## 게임
UMD 드라이브를 사용하지 않기 때문에 게임을 설치하기 위해서는 플레이스테이션 스토어에서 내려받는 방법이 유일하다. 이전 모델에서도 게임을 실행하거나 데모를 플레이스테이션 스토어에서 내려받을 수 있었지만, 이 제품은 게임 공급원을 플레이스테이션 스토어에 전적으로 의존하는 첫 제품이다.
플레이스테이션 스토어에 접속하는 방법은 세 가지가 있다. PSP Go에서 직접 접속하거나, 아니면 플레이스테이션 3이나 마이크로소프트 윈도우가 설치된 컴퓨터에서 '미디어 고'(Media Go) 소프트웨어에 접속해 내려받을 수 있다. 이전 PSP 모델용으로 나온 PSP 또는 플레이스테이션 게임들은 PSP Go와 호환된다.
다만 한 기기당 한 계정만 인증할 수 있어 여러 국가의 PSN을 사용할 경우 무선랜 환경이 조성되지 않으면 PC를 통해 일일이 계정을 변경해야 한다는 점이 불편하다.
또한 한국은 PSN에 게임수는 외국 PSN보다 게임의 수가 매우 적다.

## PSP 미니스
플레이스테이션 스토어에서 PSP Go와 기존 PSP 제품 사용자를 위한 미니게임 브랜드 '미니스'(minis)라는 새로운 섹션이 추가되었다. 게임들의 제한용량은 100 MB 이하로 작고, 저렴하며, 다운로드 방식으로만 공급한다.
PSP Go의 출시에 맞춰 북미 지역에서 10월 1일, 테트리스, 스도쿠 등 7개 미니스 게임이 공개되었다. 소니는 연말까지 미니스 게임을 50개로 키워 나갈 예정이다.
한편 소니엔터테인먼트코리아 소프트웨어 부서 장용혁 과장과 《월간 게이머즈》와의 인터뷰에서 한글화 배급 여부와 개시 시기를 묻는 질문에 장용혁 과장은 “국내(대한민국) 지원은 아직 준비가 되어 있지 않지만 꼭 이루어져야 할 과제”라고 생각한다며 “되도록이면 저렴하게 출시할 수 있도록 할 예정”이라고 밝혔다.